# Condensado de Bose-Einstein
O condensado de Bose-Einstein é uma fase da matéria formada por bósons a uma temperatura muito próxima do zero absoluto. Nestas condições, uma grande fracção de átomos atinge o mais baixo estado quântico, e nestas condições os efeitos quânticos podem ser observados à escala macroscópica. A existência deste estado da matéria como consequência da mecânica quântica foi inicialmente prevista por Albert Einstein em 1925, no seguimento do trabalho efetuado por Satyendra Nath Bose. O primeiro condensado deste tipo foi produzido setenta anos mais tarde por Eric Cornell e Carl Wieman em 1995, na Universidade do Colorado em Boulder, usando um gás de átomos de rubídio arrefecido a 170 nK (nano Kelvin).

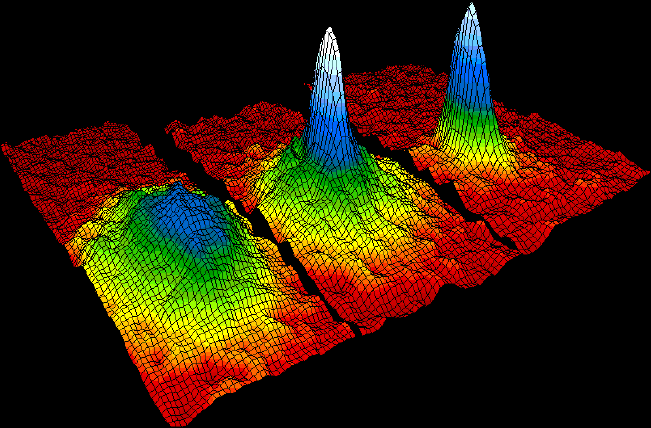
Dados de distribuição de velocidade confirmando a descoberta de um novo estado da matéria, o Condensado de Bose-Einstein, a partir de um gás de Rubídio

## Descrição detalhada do gráfico de distribuição de velocidades
As cores artificiais representam o número de átomos em cada velocidade, indicando o vermelho menos átomos e o branco mais átomos. As áreas em que aparecem branco e azul claro são velocidades menores. Esquerda: Logo antes do aparecimento do condensado de Bose-Einstein. Centro: No instante do aparecimento do condensado. Direita: após a rápida evaporação, deixando amostras puras do condensado. O pico não é infinitamente estreito devido ao Princípio da Incerteza de Heisenberg: quando um átomo é retido numa região específica do espaço a sua distribuição de velocidade possui necessariamente uma certa largura mínima.

## Introdução
Os condensados de Bose-Einstein são fluidos de temperaturas baixas com propriedades não totalmente compreendidas, como fluir espontaneamente para fora do seu recipiente. Este efeito é uma consequência da mecânica quântica, que postula que qualquer sistema só pode adquirir energia em quantidades discretas. Se um sistema está a uma temperatura tão baixa que esteja no seu estado de energia mínima, não é possível reduzir a sua energia, nem sequer por fricção. Assim sendo, sem fricção, o fluido facilmente supera a gravidade devido às forças de adesão entre o fluido e a parede do seu recipiente e tomará a posição mais favorável, ou seja, a toda a volta do recipiente.

## Teoria
O abrandamento de átomos por meio de arrefecimento produz um estado quântico único conhecido como condensado de Bose ou condensado de Bose-Einstein. Este fenômeno foi teorizado nos anos 20 por Albert Einstein, ao generalizar o trabalho de Satyendra Nath Bose sobre a mecânica estatística dos Fótons (sem massa) para átomos (com massa). (O manuscrito de Einstein, que se pensava estar perdido, foi encontrado em 2005 numa biblioteca da Universidade de Leiden). O resultado do trabalho de Bose e Einstein é o conceito de gás de Bose, governado pela estatística de Bose-Einstein que descreve a distribuição estatística de partículas idênticas de spin inteiro, conhecidas hoje em dia como Bósons. As partículas bosónicas, que incluem o Fóton e átomos como o He-4, podem partilhar estados quânticos umas com as outras. Einstein especulou que arrefecendo os átomos bosónicos até temperaturas muito baixas os faria colapsar (ou "condensar") para o mais baixo estado quântico acessível, resultando numa nova forma de matéria.
Esta transição ocorre abaixo de uma temperatura crítica, a qual, para um gás tridimensional uniforme consistindo em partículas não-interactivas e sem graus internos de liberdade aparentes, é dada por:
{\displaystyle T_{c}=\left({\frac {n}{\zeta (3/2)}}\right)^{2/3}{\frac {h^{2}}{2\pi mk_{B}}}}
onde:

| {\displaystyle T_{c}}  | é | a temperatura crítica,                                          |
| {\displaystyle n}      |   | a densidade da partícula,                                       |
| {\displaystyle m}      |   | a massa por bóson,                                              |
| {\displaystyle h}      |   | a constante de Planck,                                          |
| {\displaystyle k_{B}}  |   | a constante de Boltzmann, e                                     |
| {\displaystyle \zeta } |   | a função zeta de Riemann; {\displaystyle \zeta (3/2)} ≈ 2,6124. |

## Descoberta
Em 1938, Pyotr Kapitsa, John Allen e Don Misener descobriram que o He-4 se transformava num novo tipo de fluido, hoje conhecido como um superfluido, a temperaturas abaixo dos 2,17 K (ponto lambda). O hélio superfluido tem muitas propriedades invulgares, incluindo viscosidade zero (a propriedade de fluir sem dissipar energia) e a existência de vórtices quantizados. Rapidamente se percebeu que esta natureza superfluida era devida à condensação de Bose-Einstein dos átomos de He-4, que são bósons (ou bosões, no português de Portugal). De facto, muitas das propriedades do hélio superfluido aparecem também nos condensados de Bose-Einstein gasosos criados por Cornell, Wieman e Ketterle (ver abaixo). No entanto, o He-4 superfluido não é normalmente referido como um condensado de Bose-Einstein por ser líquido em vez de gasoso, o que significa que as interacções entre os átomos são relativamente fortes. A teoria original da condensação de Bose-Einstein tem de ser profundamente modificada para descrever este comportamento.
O primeiro "verdadeiro" condensado de Bose-Einstein foi criado por Eric Cornell, Carl Wieman e colegas no Instituto Conjunto do Laboratório de Astrofísica a 5 de junho de 1995. Este feito foi conseguido arrefecendo um vapor diluído de aproximadamente 2 000 átomos de Rb-87 até atingir temperaturas abaixo dos 170 nK usando uma combinação de arrefecimento a laser (uma técnica que valeu aos seus inventores Steven Chu, Claude Cohen-Tannoudji e William D. Phillips o Prémio Nobel da Física em 1997) e arrefecimento por evaporação magnética. Cerca de quatro meses depois, um projeto independente conduzido por Wolfgang Ketterle no MIT criou um condensado formado por Na-23. O condensado de Ketterle era constituído por trezentas vezes mais átomos, o que lhe permitiu obter vários resultados importantes como a observação de interferência quanto-mecânica entre dois condensados diferentes. Cornell, Wieman e Ketterle ganharam o Prémio Nobel em 2001 pelo seu trabalho.
A condensação de Bose-Einstein também se aplica a quasipartículas em materiais sólidos. Um mágnon num antiferromagneto possui spin 1 e portanto obedece à estatística de Bose-Einstein. A densidade de mágnons é controlada por um campo magnético externo, que desempenha o papel de "potencial químico" do mágnon. Esta técnica permite o acesso a uma ampla faixa de densidades de bósons, desde o limite de um gás de Bose diluído até ao de líquido de Bose fortemente interativo. Um ordenamento magnético observado no ponto de condensação é o análogo da superfluidez. Em 1999, a condensação de Bose para mágnons foi demonstrada no TICuCl3. A condensação foi observada a temperaturas tão altas quanto 14 K. Uma temperatura de transição tão alta (relativamente àquela dos gases atómicos) deve-se a uma densidade maior obtenível com mágnons e a uma massa menor (aproximadamente igual à massa do elétron).

## Características invulgares
Experiências mais detalhadas da equipa do JILA, em 2000, revelaram uma até então desconhecida propriedade do condensado de Bose-Einstein. Cornell, Wieman e seus colegas de trabalho utilizaram originalmente o rubídio-87, um isótopo cujos átomos se repelem naturalmente formando um condensado mais estável. Os instrumentos da equipa do JILA já permitiam melhor controle sobre o condensado, e assim as experiências foram feitas em átomos naturalmente atrativos de outro isótopo de rubídio, o rubídio-85 (com deflexão átomo-átomo negativa). Através de um processo denominado ressonância de Feshbach, que envolve um varrimento do campo magnético, causando colisões com inversão de spin, os investigadores do JILA diminuíram as energias características e discretas com as quais os átomos de rubídio se ligam em moléculas tornando seus átomos de Rb-85 repulsivos e criando um condensado estável. A mudança reversível de atração para repulsão origina-se da interferência quântica entre átomos de condensado que se comportam como ondas.
Quando os cientistas aumentaram ainda mais a intensidade do campo magnético, a repulsão foi repentinamente substituída pela atração, o condensado implodiu e encolheu além do limiar de detecção, e depois explodiu, destruindo aproximadamente dois terços dos seus cerca de 10 000 átomos. Cerca de metade dos átomos no condensado parece ter desaparecido totalmente durante a experiência, não sendo observáveis nos restos arrefecidos ou na nuvem gasosa expandida. Carl Wieman explicou que, segundo a teoria atômica atual, esta característica do condensado de Bose-Einstein não poderia ser explicada pois o estado de energia de um átomo próximo do zero absoluto não deveria ser suficiente para causar uma implosão; no entanto, foram subsequentemente avançadas teorias de campo médio com vista à explicação deste fenômeno.
Visto que explosões de supernovas são implosões, a explosão de um condensado de Bose-Einstein em colapso foi batizada "bosenova".

## Investigação atual
Comparados com os estados da matéria mais comuns, os condensados de Bose-Einstein são extremamente frágeis. A mínima interação com o mundo exterior pode ser suficiente para aquecê-los acima do limite de condensação, formando assim um gás normal com a perda das suas propriedades, por isso ainda não existe nenhuma aplicação prática para eles.
Ainda assim, os condensados de Bose-Einstein têm sido úteis na investigação de variadas questões da física fundamental, e desde as descobertas iniciais dos grupos do JILA e do MIT houve uma explosão na atividade teórica e experimental. Exemplos disso incluem experiências que demonstraram a interferência entre condensados devido à dualidade onda-particula, o estudo da superfluidez e vórtices quantizados e o abrandamento de pulsações de luz até velocidades muito pequenas usando a transparência induzida electromagneticamente. Os experimentadores também construíram "grades ópticas", onde o padrão de interferência de laseres sobrepostos fornece um potencial periódico ao condensado. Estas têm sido usadas para explorar a transição entre um superfluido e um isolador de Mott e podem ser úteis no estudo na condensação de Bose-Einstein em menos do que três dimensões, por exemplo no gás de Tonks-Girardeau. 
Já foram produzidos condensados de Bose-Einstein compostos por uma grande variedade de isótopos.
Experiências semelhantes sobre arrefecimento de férmions, em lugar de bósons a temperaturas extremamente baixas, criaram gases degenerados, onde os átomos não se congregam num único estado, devido ao Princípio de exclusão de Pauli. Para exibirem propriedades de condensado de Bose-Einstein, os férmions devem "emparelhar-se", formando partículas compostas (por exemplo, moléculas, ou pares de Cooper) que se comportam como bósons. Os primeiros condensados de Bose-Einstein moleculares foram criados em Novembro de 2003 pelas equipas de Rudolf Grimm na Universidade de Innsbruck, Deborah S. Jin na Universidade de Colorado em Boulder e Wolfgang Ketterle no MIT. Jin avançou rapidamente, criando o primeiro condensado fermiônico composto por Pares de Cooper.
Cientistas da Alemanha criaram pela primeira vez no espaço, a bordo de um foguete de pesquisa, em 23 de janeiro de 2017 este gás super-frio.